# Rotbald II.
Rotbald II. († wohl 1008), auch Rothbold, Rotbold, Rodbald, Roubaud, oder Rotbaud, war ab 968 Graf der Provence und ab 993 Markgraf der Provence. Er war der ältere von zwei Söhnen von Boso II., Graf von Arles und Avignon, und Konstanze von Provence. Der jüngere Bruder, Graf Wilhelm I., trug bereits seit 979 den Titel Marchio und wird später sogar als Dux bezeichnet. Rotbald und Wilhelm regierten das Land vermutlich gemeinsam und ohne Teilung. Durch Wilhelms Tod wurde Rotbold II. das Oberhaupt der Familie, sodass nun ihm der Titel Marchio zustand.
Er trat erstmals im März 965 auf, als er ein Dokument seines Vaters unterzeichnete. Im April 970 unterzeichnete er eine Schenkung seines Bruders an Saint-Victor in Marseille, am 28. August 990 eine weitere für die Abtei Cluny. 1005 gewährte er gemeinsam mit seiner Schwägerin Adelheid von Anjou und deren Sohn, seinem Neffen Wilhelm II., Saint-Victor weitere Privilegien.
Er heiratete Emilde, möglicherweise eine Tochter des Grafen Stephan von Gévaudan. Er hinterließ neben seinem Sohn Rotbald III., der sein Nachfolger wurde, seine Tochter Eimildis, die eine geistliche Laufbahn einschlug, und vermutlich eine weitere Tochter, Tetberga, die den Grafen Armengol I. von Urgell heiratete.